# Тямка
Тямка — река в России, протекает в Тюменской области. Берёт своё начало в верховом болоте, протекает в целом с востока на запад и является правобережным притоком реки Демьянка, в которую впадает на 456 км от устья.

## Описание
Протяжённость реки 97 км, пересекается трассами в 17-ти км от устья. Площадь водосбора реки до места пересечения составляет 620 км², в том числе леса — 48 %, болот — 51,5 % и озёр — 0,5 %, что в конечном итоге определяет гидрологический режим данного водотока.
Бассейн р. Тямка целиком, на всём протяжении, находится в зоне тайги (подзоне южной тайги). Лесистость данного подрайона колеблется от 40 до 70 %. Рельеф окружающей местности представляет собой плоские сильнозаболоченные низменности. Болота занимают от 30 до 60 % площади водосборов. В бассейне реки Тямки практически нет стариц. Имеют место множество постоянных и временных водотоков, большей частью берущих начало в болотах. Густота речной сети составляет 0,39 км/км².
Долина реки имеет трапецеидальную форму. В низовье реки ширина долины около 350 метров. Склоны долины реки относительно крутые, местами обрывистые, имеют разнообразную таёжную растительность. Древесная растительность представлена смешанными лесами, хвойными породами деревьев: кедр, сосна, ель, пихта; лиственными породами: осина, берёза, ива. Из кустарников преобладает тальник.
Пойма реки двусторонняя. Ширина поймы около 330 метров, правая около 150 метров и левая около 180 метров. На пойме находится множество ручьёв. Пойма расположена достаточно высоко над уровнем меженного уреза, и вода заливает всю поверхность поймы лишь при наиболее высоких уровнях весеннего половодья. Растительность поймы представляет собой типичную таёжную: ель, пихта, кедр, сосна, осина, берёза, в понижениях рельефа преобладают кустарники тальника.
Русло реки неразветвлённое, сильно извилистое. Дно русла илисто-песчаное. Русло сильно захламлено поваленными деревьями, кустарником. Тип руслового процесса — свободное меандрирование.

## Притоки
(от устья)
- Лидина (пр)
- Первая (лв)
- 24 км: Лосиная (Первая) (пр)
- Вторая (лв)
- Третья (лв)
- Четвертая (лв)
- Пятая (лв)
- Шестая (лв)
- 44 км: Вторая (пр)
- 46 км: Третья (пр)
- 69 км: Малая Тямка (пр)
- ручей Тямка (пр)

## Данные водного реестра
По данным государственного водного реестра России относится к Иртышскому бассейновому округу, водохозяйственный участок реки — Иртыш от впадения реки Тобол до города Ханты-Мансийск (выше), без реки Конда, речной подбассейн реки — бассейны притоков Иртыша от Тобола до Оби. Речной бассейн реки — Иртыш.